# Hofbrauhaus Coburg

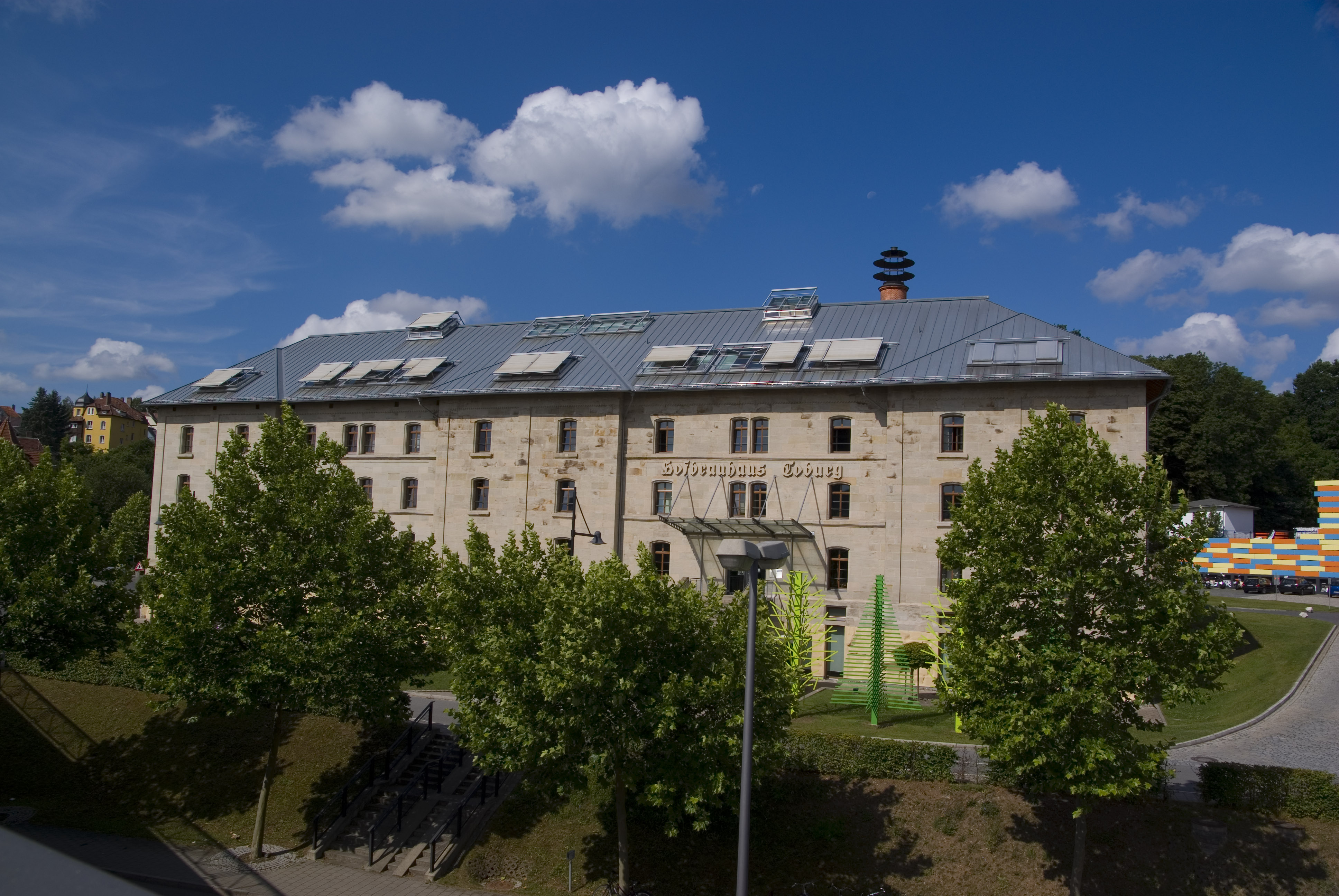
Hofbrauhaus Coburg heute

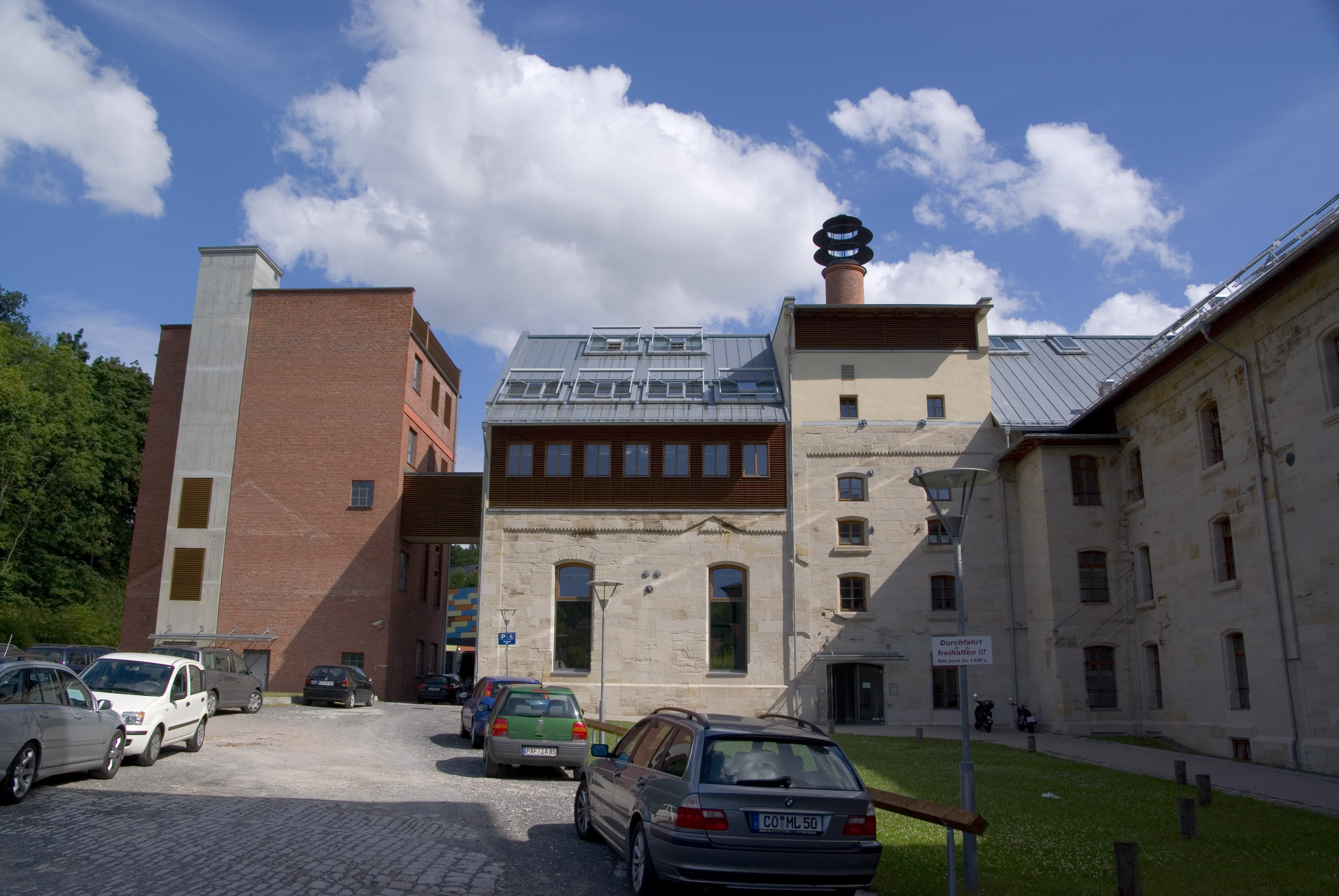
Innenhof mit altem und neuem Sudhaus

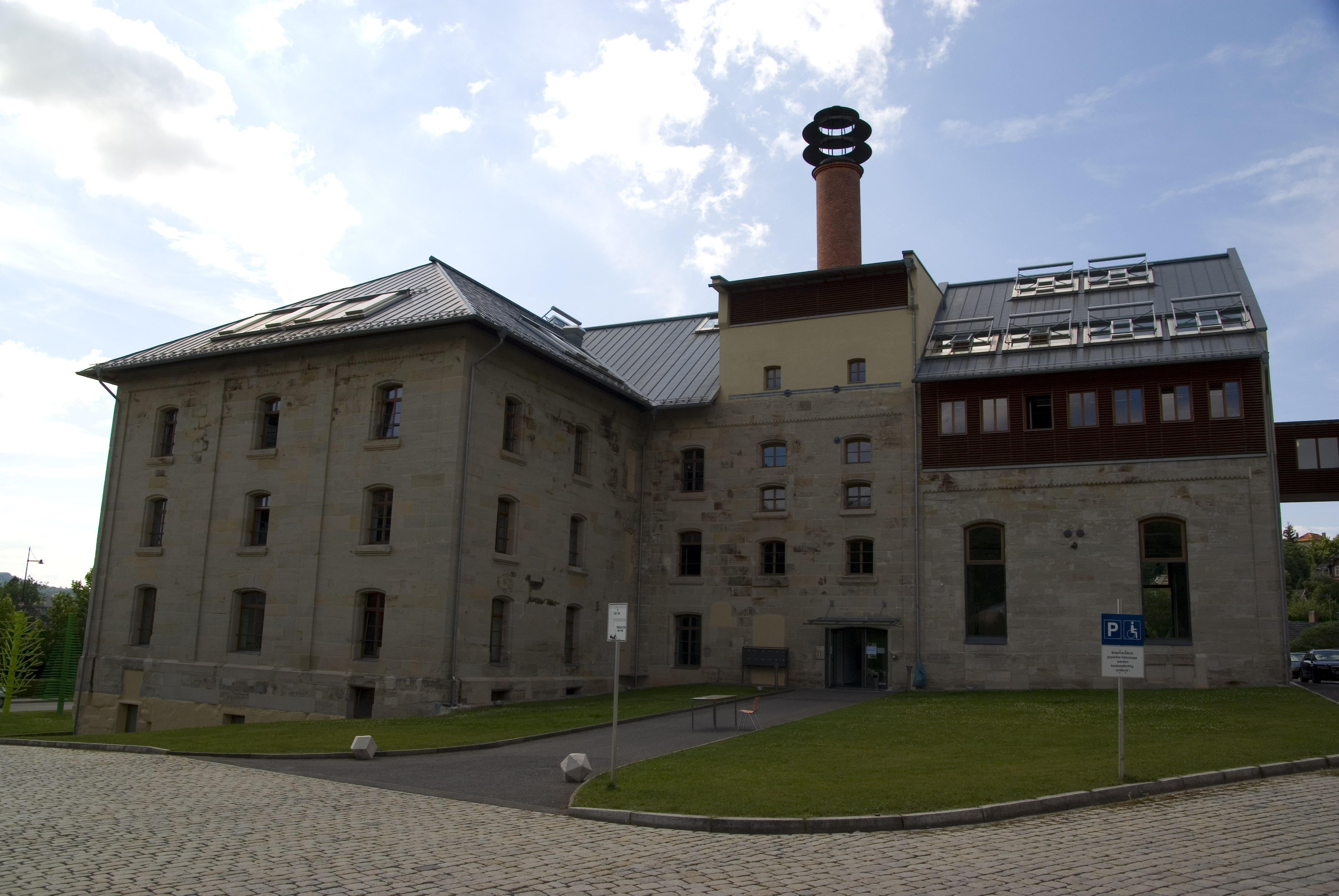
Rückseite

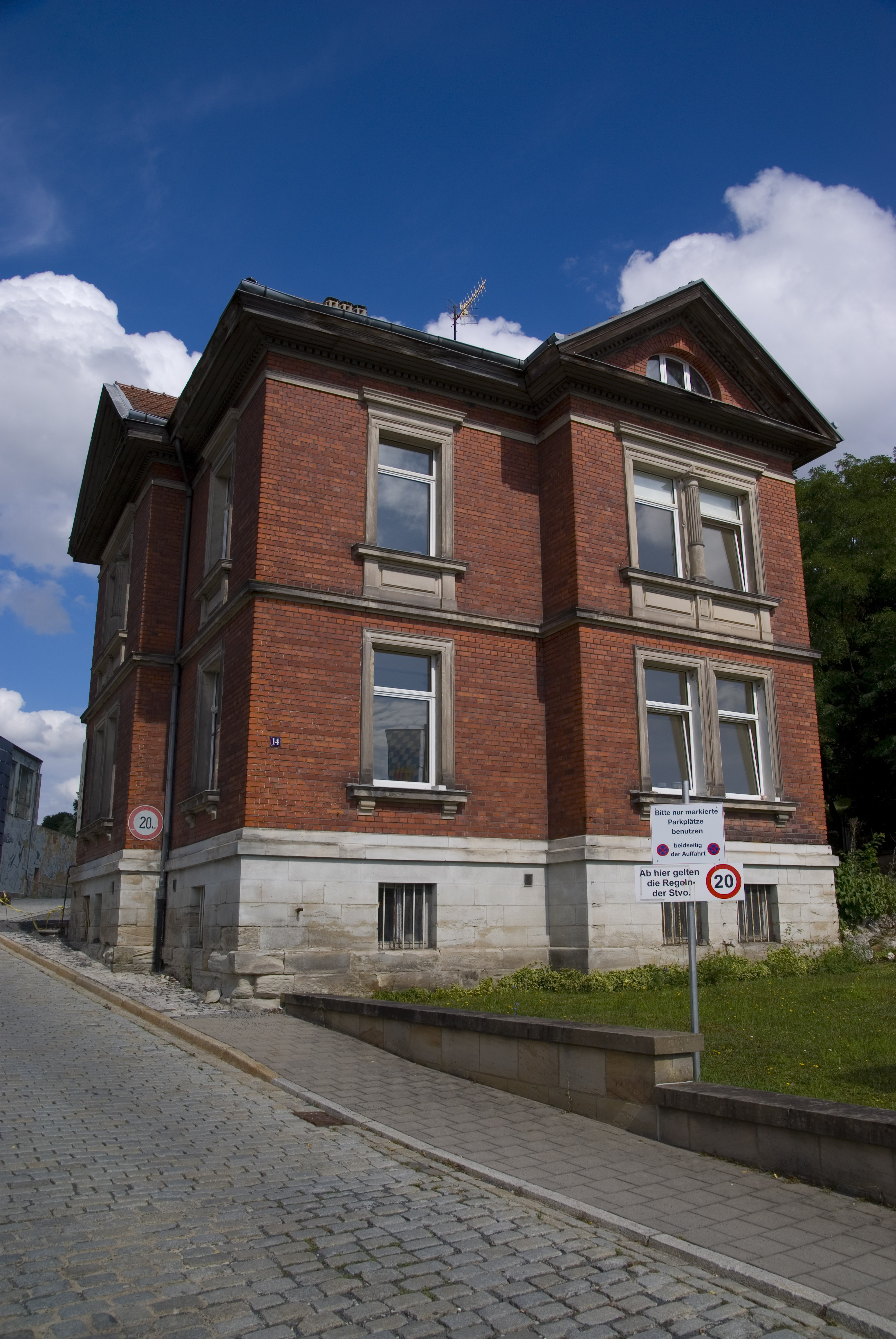
Ehemaliges Braumeisterhaus

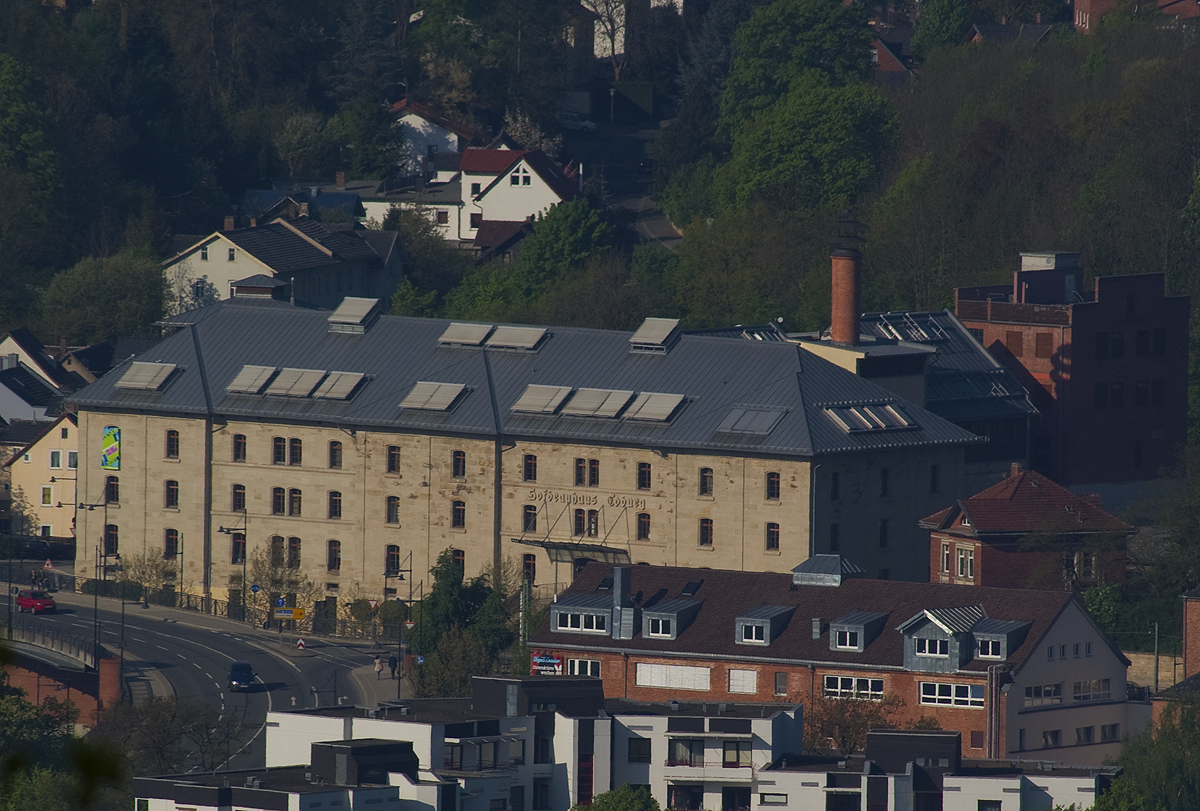
Von der Veste aus gesehen

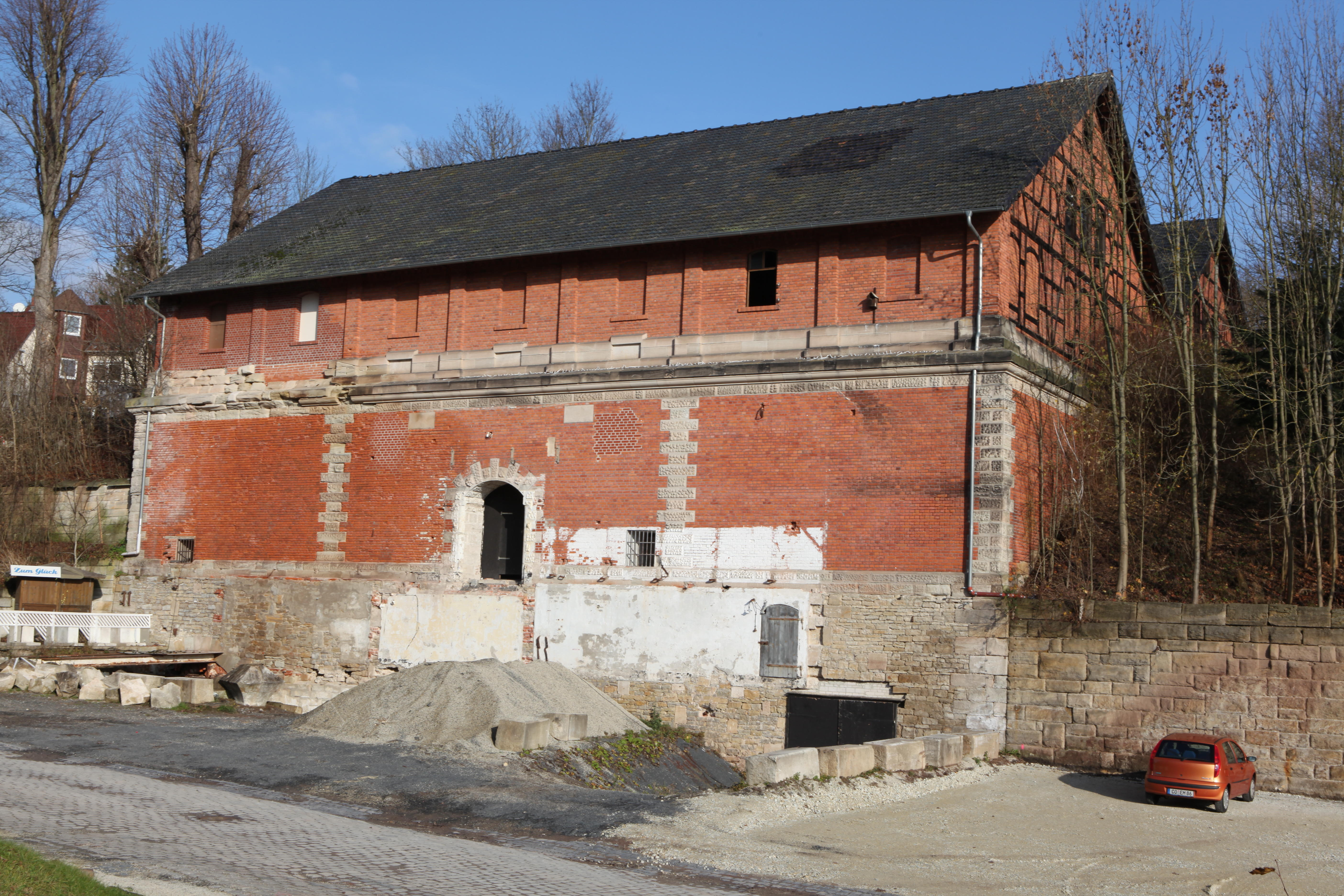
Berghallen

Aktie über 100 RM der Hofbrauhaus Coburg AG vom September 1941

Das Hofbrauhaus Coburg war seit 1858 eine Brauerei in Coburg, die 1982 geschlossen wurde. Nach einem Großbrand im Jahre 1999 wird das denkmalgeschützte, renovierte Hauptgebäude unter anderem von der Coburger Hochschule genutzt.

## Anfänge
Im Jahre 1856 gab es die erste Initiative zur Errichtung einer weiteren Brauerei in Coburg, bis dahin waren es schon sechs. 1857 wurde die Actien-Bierbrauerei Coburg gegründet, Herzog Ernst II. (Sachsen-Coburg und Gotha) war einer der Aktionäre. Der erste Bierausstoß folgte ein Jahr darauf. 1886 wurde die Gesellschaft in Coburger Bierbrauerei AG umbenannt, ab dem 31. Januar 1912 hatte die Brauerei die Erlaubnis von Herzog Carl Eduard (Sachsen-Coburg und Gotha), den Namen Hofbrauhaus Coburg AG zu führen. In dieser Zeit lief die Bierproduktion unter dem Namen Coburger Hofbräu auf Hochtouren, jährlich wurden rund 100.000 Hektoliter gebraut. Rund zehn Prozent davon wurden in die USA als Coburg Bavarian Beer exportiert. Es wird angenommen, dass davon die Bezeichnung der Biersorte „Amerikaner“ stammt. Einige kleinere Brauereien in der Stadt und im Landkreis wurden vom Hofbrauhaus übernommen, so 1917 die Brauerei Heinrich Grasser im Neuen Weg und 1918 die Vereinsbrauerei im Hahnweg. Daneben unterhielt die Brauerei ab 1891 in der Mohrenstraße eine größere Bierhalle, die später als Hofbräugaststätten mit zwei Sälen und insgesamt 1638 zugelassenen Plätzen bis zum Abriss 1971 wichtiger Veranstaltungsort in Coburg waren.
Die großen Coburger Vereine feierten im großen Saal Fasching. Verschiedenste Künstler wie beispielsweise Max Greger und Udo Jürgens traten dort auf. Aber auch politische Veranstaltungen fanden statt. Am  14. Oktober 1922 war Adolf Hitler Hauptredner im großen Saal anlässlich des deutschen Tags. Am 5. Dezember 1929 besuchte Herzog Carl Eduard mit seiner Gattin eine Wahlkampfveranstaltung der NSDAP in den Hofbräugaststätten, ebenfalls mit Hitler als Redner. Am 18. Januar 1931 folgte die nächste Veranstaltung mit Hitler.
1921 wurde die Hofbrauhaus Coburg AG von der Paulaner AG in München übernommen. Maximal 120 Mitarbeiter und 150.000 Hektoliter Bierausstoß hatte die größte Brauerei in Coburg.

## Wandel und Großbrand
Nach dem Zweiten Weltkrieg führten wirtschaftliche Faktoren und die innerdeutsche Grenze zu einer drastischen Reduktion des Bierverkaufs. Die Produktionszahlen gingen zurück, und im November 1981 wurde die Produktion nach 123 Jahren eingestellt. Paulaner braute aber noch bis 1990 Coburger-Hofbräu-Biere. 1982 folgte die Umwandlung der Hofbrau AG von einer Produktionsgesellschaft in eine Grundstücks- und Vertriebsgesellschaft der Paulaner AG. Es gab Bestrebungen, die Liegenschaft zu renovieren und als Landratsamt zu nutzen, aber auch der Abriss aller Gebäude wurde diskutiert. Am 13. Februar 1999 ereignete sich ein Großbrand, ausgelöst durch Schweißarbeiten; in der Nacht stand der Dachstuhl des Hauptgebäudes in Flammen. Über 35 Stunden benötigte die Feuerwehr, um das Feuer unter Kontrolle zu bringen; bei dem Brand entstand ein Sachschaden von mehr als einer Million Mark. Jedoch war das massive Steingebäude nicht zu schwer zerstört. Der damalige Eigentümer, die Bayerische Immobilien AG, in der die Immobilienvermögen der Hacker-Pschorr Bräu AG zusammengefasst sind, entschied sich für den Wiederaufbau und die Einrichtung des Dienstleistungs- und Designzentrums Coburg. Das Gebäude wurde entkernt und innen neu gegliedert.

## Heutige Nutzung
Nach der Fertigstellung des Hauptgebäudes mit zirka 5900 m² Nutzfläche zog im Oktober 1999 die Hochschule Coburg als Mieter ein und nutzt mit dem Fachbereich Design das Gebäude, Studiengänge wie Innenarchitektur und Integriertes Produktdesign werden angeboten. Etwa 450 Studenten und Fachkräfte sind in dem Gebäude und den kleineren Nebengebäuden tätig. In anderen Stockwerken sind kleinere Firmen und Designwerkstätten untergebracht. Die oberen Stockwerke des Hauptgebäudes und das ehemalige Sudhaus mit einem Rechenzentrum werden von der Firma Crealogix BaaS GmbH & Co KG genutzt. Das Softwareunternehmen mit rund 100 Mitarbeitern war dort 1999 beim Erstbezug in die mit Metallkonstruktionen versehenen Büroräume eingezogen. Viele Jahre fanden in dem Gebäude die Coburger Designtage statt und lockten tausende von Besuchern aus der ganzen Welt an. Ende September 2012 wurde auf dem Gelände für die Hochschule Coburg im Anschluss an die Alte Darre ein Neubau, der größtenteils auf den Gewölbekellern steht, eingeweiht. Der Investor Peter Klappan erwarb 2010 die Immobilie; 2012 wurden die Hochschulbauten an das Emissionshaus Paribus Capital weiter veräußert.

## Architektur
Die 1858 errichtete Brauerei wurde bis 1937 kontinuierlich auf insgesamt 22 Gebäude erweitert. Das Hauptgebäude entstand nach Plänen von Georg Rothbart und wurde 1868 und 1895 vergrößert. Hinter dem vierzehnachsigen, durch einen Mittelrisalit und zwei Außenrisalite gegliederten Hauptgebäude mit der 1895 errichteten Malzdarre sind  das alte Sudhaus und die Malztenne von 1868 sowie Teile des Sudhauses von 1937 erhalten. Auf dem ehemaligen Brauereigelände stehen noch die Lagerhäuser mit Eis- und Gärkeller von 1882 sowie die Gewölbekeller des Lagerhauses von 1872 und der Fasshalle. Am ehemaligen Eingang steht das Braumeisterhaus des Hofbrauhauses, 1885 erbaut und 1907 um ein Dachgeschoss erweitert. Der vierfach dreiachsige, quaderförmige Bau weist auf zwei Hausseiten je einen Seitenrisalit mit stark betontem Dreiecksgiebel auf.